# Thoubal (distrikt)
Thoubal är ett distrikt i Indien.   Det ligger i delstaten Manipur, i den östra delen av landet, 1 700 km öster om huvudstaden New Delhi. Antalet invånare är 422 168.
Följande samhällen finns i Thoubal:
- Thoubāl
- Kakching
- Yairipok
- Wāngjing
- Wābāgai